# ジブチ市
ジブチ市（ジブチし、アラビア語: جيبوتي、仏: Ville de Djibouti）は、ジブチ共和国の首都であり、同国最多の人口と港湾を擁する都市である。国名と同一名称のため、特に首都を指す場合はジブチ市あるいはジブチシティ（英: Djibouti City）のように呼ばれる。
タジュラ湾の南岸に位置する海上交通の要衝であり、紅海の入り口にあたるバブ・エル・マンデブ海峡にも近い。人口約77.7万人（2024年国勢調査）。フランスの植民地であったという歴史的な経緯から、ジブチ駐留フランス軍の統合司令部が置かれている。

## 概要
ジブチ市はアフリカの角に位置するジブチ共和国の首都であり、国家の総人口の約7割が同市内に住む、同国最大の都市である。アラビア半島のイエメンに海を挟んで相対するタジュラ湾の海港である。市の特徴として東部の海岸と大中央市場、国立競技場スタッド・ナショナル・エル・ハジ・ハッサン・グレド（スタッドデュヴィル）、大統領宮殿沿いのビーチが有名である。早くからヨーロッパ人の入植を受けた経験もあって、数多くのエキゾチックな建造物を擁する。

## 歴史

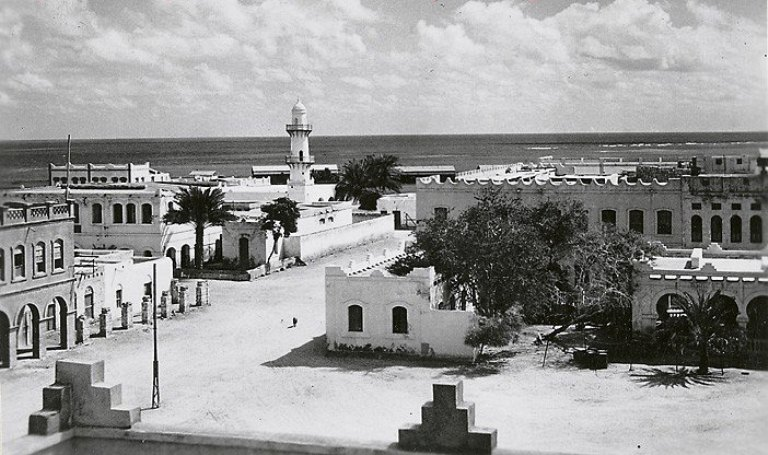
1940年代のジブチ市

1862年から1894年まで、この地域の政治的中心はタジュラ湾の北にあるオボック市だった。
フランスはジブチでの足掛かりを得るためにソマリアとアファールのスルターンに対して1883年と1887年の間に様々な条約を結び、1888年にジブチ市の建設を開始する。1896年にフランス人はオボックからの遷都を行い、ジブチ市をフランス領ソマリランドの首都として位置付けた。1902年にはジブチからエチオピアのディレ・ダワへの鉄道が開通し、1917年にはアディスアベバまで開通した。この鉄道の開通によってジブチ市はエチオピア帝国という広大な後背地を得ることとなり、同国の外港として経済的重要性が高まった。
1940年にナチス・ドイツがフランスへ侵攻すると、ジブチ市はヴィシー政権による支配へと移行したが、イギリスはこれに対応するために港を一時閉港した。1942年12月にイギリス軍はフランス領ソマリランドの占領を完了した。
1977年のジブチ共和国独立以来、同国の行政及び商業資本の中心的都市として機能している。

## 行政区画

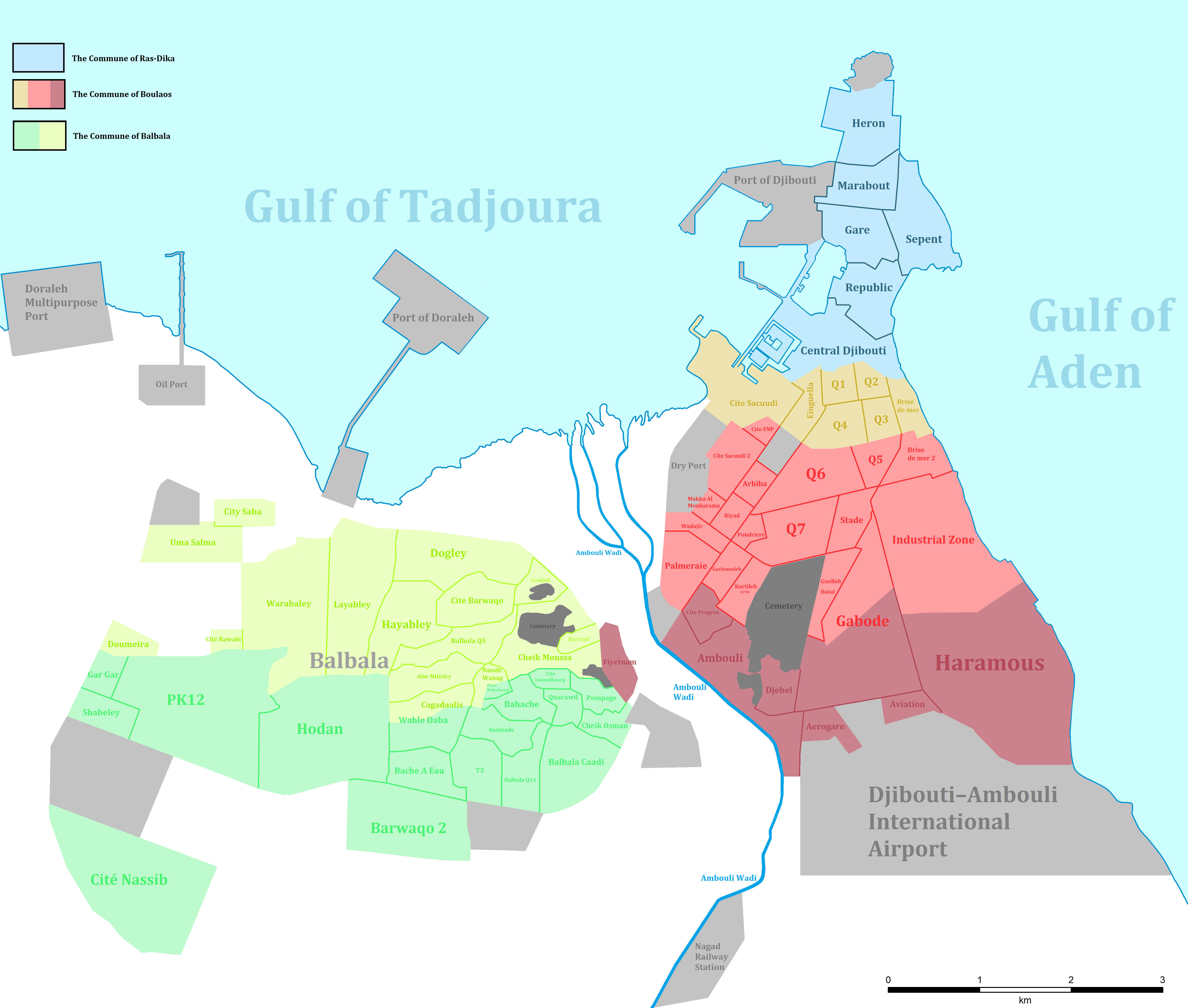
ジブチ市のコミューン・区

ジブチ市は州（Région）に属さない特別市である。2002年以前はジブチ県に属していたが、2002年7月7日にジブチ県はジブチ市（仏: Ville de Djibouti）と新設されたアルタ州に分割された。ジブチ市は2005年11月1日の「ジブチ市地位法」によって、州と同格の地位にあるジブチ市（Djibouti-ville、前述のジブチ市とは別）が成立した。
ジブチ特別市は3つのコミューン（Commune）に分けられる。コミューンの下には6つの区（arrondissement）がある。
- バルバラ（Balbala）：4区、5区を管轄
- ブーラス（英語版）（Boulaos）：1区、2区、3区を管轄
- Ras-Dika：6区（タジュラ湾のMoucha Islandなど島嶼を含む）を管轄

## 気候
ジブチ市の周囲は沿岸低地となっており、砂漠や半砂漠地帯の美しい景観である。年間を通して一般的に非常に暑くて降雨が少なく、市の年間降雨量は平均131ミリメートルと少ない。ただし降雨は少なくとも湿度は非常に高い。12月から2月にかけては非常に暖かいが、夏季は日常的に気温が40°Cを超える。
| ジブチ市の気候               | ジブチ市の気候 | ジブチ市の気候 | ジブチ市の気候 | ジブチ市の気候 | ジブチ市の気候 | ジブチ市の気候 | ジブチ市の気候 | ジブチ市の気候 | ジブチ市の気候 | ジブチ市の気候 | ジブチ市の気候 | ジブチ市の気候 | ジブチ市の気候 |
| 月                           | 1月            | 2月            | 3月            | 4月            | 5月            | 6月            | 7月            | 8月            | 9月            | 10月           | 11月           | 12月           | 年             |
| ---------------------------- | -------------- | -------------- | -------------- | -------------- | -------------- | -------------- | -------------- | -------------- | -------------- | -------------- | -------------- | -------------- | -------------- |
| 最高気温記録 °C （°F）       | 34 (93)        | 34 (93)        | 37 (99)        | 38 (100)       | 44 (111)       | 47 (117)       | 47 (117)       | 47 (117)       | 44 (111)       | 39 (102)       | 36 (97)        | 34 (93)        | 47 (117)       |
| 平均最高気温 °C （°F）       | 28.7 (83.7)    | 29.0 (84.2)    | 30.2 (86.4)    | 32.0 (89.6)    | 34.9 (94.8)    | 39.0 (102.2)   | 41.7 (107.1)   | 41.2 (106.2)   | 37.2 (99)      | 33.1 (91.6)    | 30.8 (87.4)    | 29.3 (84.7)    | 33.93 (93.08)  |
| 日平均気温 °C （°F）         | 25.1 (77.2)    | 25.7 (78.3)    | 27.0 (80.6)    | 28.7 (83.7)    | 31.0 (87.8)    | 34.2 (93.6)    | 36.4 (97.5)    | 36.0 (96.8)    | 33.1 (91.6)    | 29.3 (84.7)    | 26.9 (80.4)    | 25.4 (77.7)    | 29.9 (85.83)   |
| 平均最低気温 °C （°F）       | 21.5 (70.7)    | 22.5 (72.5)    | 23.8 (74.8)    | 25.4 (77.7)    | 27.0 (80.6)    | 29.3 (84.7)    | 31.1 (88)      | 30.6 (87.1)    | 28.9 (84)      | 25.6 (78.1)    | 23.1 (73.6)    | 21.6 (70.9)    | 25.87 (78.56)  |
| 最低気温記録 °C （°F）       | 19 (66)        | 18 (64)        | 21 (70)        | 21 (70)        | 21 (70)        | 23 (73)        | 22 (72)        | 22 (72)        | 23 (73)        | 21 (70)        | 18 (64)        | 17 (63)        | 17 (63)        |
| 雨量 mm （inch）             | 10.0 (0.394)   | 18.8 (0.74)    | 20.3 (0.799)   | 28.9 (1.138)   | 16.7 (0.657)   | 0.1 (0.004)    | 6.2 (0.244)    | 5.6 (0.22)     | 3.1 (0.122)    | 20.2 (0.795)   | 22.4 (0.882)   | 11.2 (0.441)   | 163.5 (6.436)  |
| 平均降雨日数                 | 3              | 2              | 2              | 1              | 1              | 0              | 1              | 1              | 1              | 1              | 2              | 2              | 17             |
| % 湿度                       | 74.6           | 74.7           | 75.1           | 76.9           | 72.6           | 62.6           | 45.8           | 48.7           | 64.5           | 68.3           | 74.2           | 71.3           | 67.44          |
| 平均月間日照時間             | 244.9          | 220.4          | 263.5          | 273.0          | 316.2          | 282.0          | 260.4          | 275.9          | 279.0          | 297.6          | 285.0          | 272.8          | 3,270.7        |
| 出典1：Hong Kong Observatory |                |                |                |                |                |                |                |                |                |                |                |                |                |
| 出典2：BBC Weather           |                |                |                |                |                |                |                |                |                |                |                |                |                |

## 経済

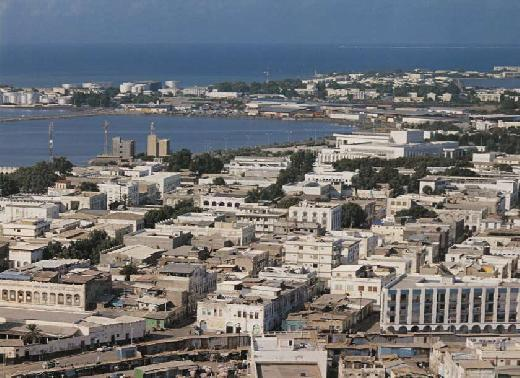
ジブチ市の街並み

東アフリカトップクラスの近代的港湾施設を持つジブチ港があり、中継貿易に利用される。2017年にはジブチ港の10km西側に新港区であるドラレ多目的港が開港した。また、エチオピアの首都アディスアベバと結ばれるジブチ鉄道があったが、老朽化が進み道路輸送がメインの状態となっていたため、2016年に中国の援助によってアディスアベバ・ジブチ鉄道が開通し、両国間の輸送状況は大幅に改善された。ジブチの港湾と鉄道・道路は、1993年にエリトリアが独立し内陸国となったエチオピアにとって非常に重要であり、エチオピアの対外貿易は目下、ジブチ港により支えられている。ジブチにとっても貿易と陸上・海上運輸産業は、ジブチの国庫収入の大半を占める最大産業であり、同国全体が自由貿易地帯に指定されていることもあって、サービス業も盛んである。このほか、建国以前からフランスの軍事基地が市内に存在し、経済的に重要な存在となっていた。2000年代後半に入ると、ソマリア沖の海賊の討伐のために各国が続々とジブチ市に軍事基地を設置した。
市内にはジブチ国際空港が在り、エチオピアを始めケニア・ソマリア・アラブ首長国連邦・イエメン・フランスなどを結んでいる。

## 文化

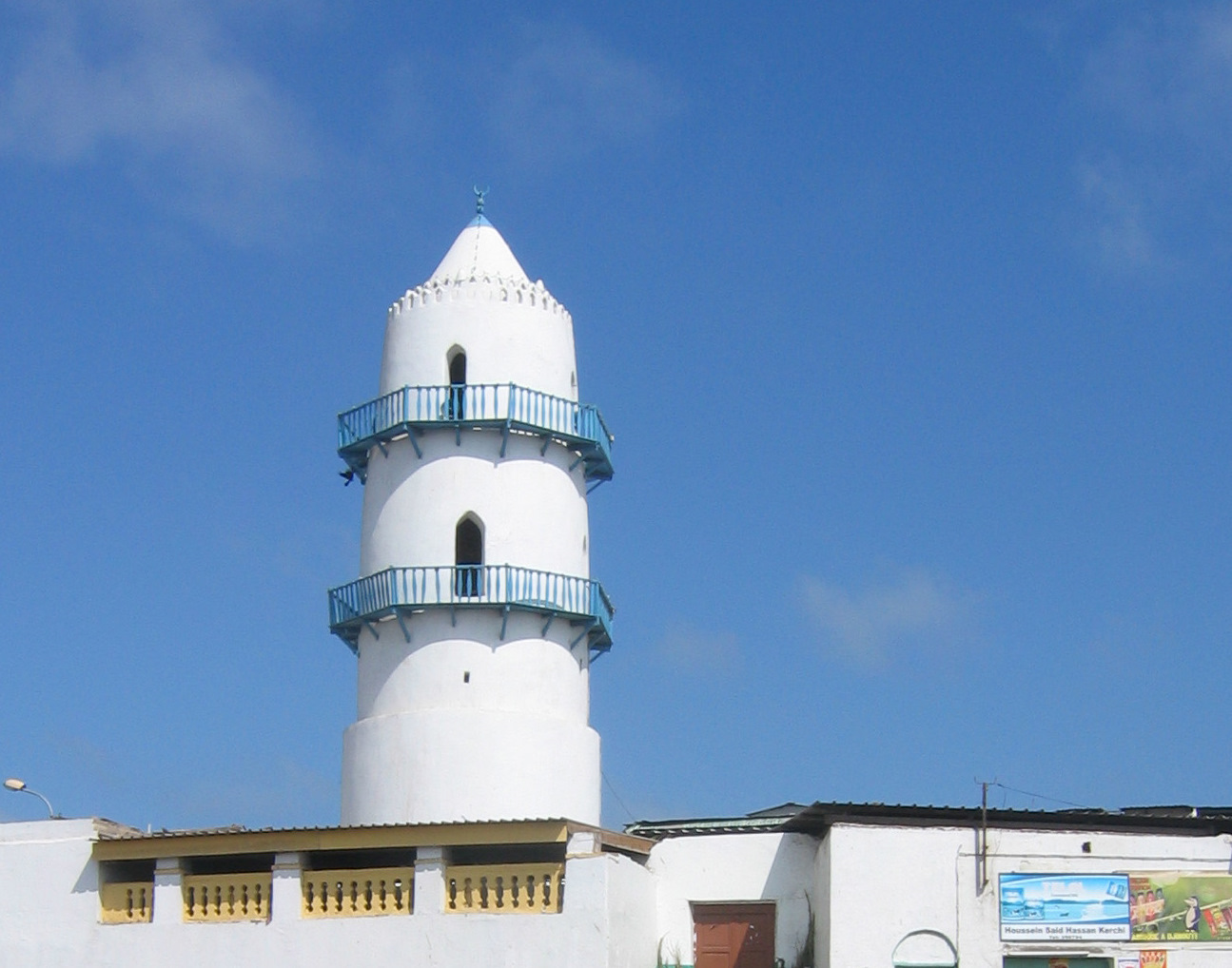
ジブチ市内のモスク

主要言語はイッサ人の話すソマリ語とアファール人の話すアファール語であり、地理的な要因と過去に植民地支配を受けたこともあって公用語となっているアラビア語とフランス語も広く話されている。ジブチはソマリア、アファール、アラブ、フランスなどの多くの異なる民族と文明の影響を受けて発展してきた。